# ThrustMe
ThrustMe ("Propulse Moi" en français) est une société française qui conçoit des moteurs-fusées  pour les satellites de très petite taille (nanosatellites). L'entreprise construit des moteurs ioniques (NPT30) et des propulseurs à gaz froid (I2T5).
Ces petits moteurs sont censés augmenter la durée de vie des satellites grâce à une consommation réduite des ergols et les rendre financièrement plus abordables.
Dans l'approche de miniaturisation des satellites, pour l'industrie spatiale, le besoin de propulseurs adaptés est critique.

## Historique
En 2017, Ane Aanesland et Dmytro Rafalskyi fondent ThrustMe. Travaillant à l'école polytechnique de Paris et au CNRS, ils sont experts de la physique des plasmas et de la propulsion électrique. Initialement, la jeune pousse (startup) est incubée dans Agoranov. Toujours en 2017, ThrustMe lève 1.7 million d'euros pour son développement.
En 2018, ThrustMe reçoit 2,4 millions d'euros de la Commission européenne pour commercialiser des propulseurs électriques pour nanosatellites.
En 2019, Ane Aanesland reçoit la médaille de l'innovation du CNRS pour son aventure entrepreneuriale,. La même année, SpaceTy et ThrustMe mettent en orbite le premier satellite utilisant de l'iode pour se propulser.
En 2021, SpaceTy et ThrustMe réalisent la première démonstration en orbite d'un système de propulsion électrique alimenté par de l'iode,,. En juin 2022 l'Agence spatiale européenne confie à la société ThrustMe  la fourniture du système propulsif du démonstrateur GOMX-5, un CubeSat 12U qui doit permettre de tester de nouveaux équipements permettant d'accroitre les capacités des futurs nano-satellites (débit des communications, manœuvrabilité, précision de la position, gestion de la fin de vie compatible avec la réglementation des débris spatiaux). 

## Récompenses
- "French Tech Ticket", 2017[15].
- "L’as de l’innovation" du groupe Airbus, 2017.
- "Grand Prix i-LAB" du 19e concours national d’aide à la création d’entreprises de technologies innovantes, 2017[16].
- "Finspace Awards", 2017.
- "Prix de l'Excellence Française Innovation Spatiale", 2017[17].
- "Femmes de l'Excellence Française", pour Ane Aanesland, 2018.
- "I-NOV concours d’innovation", 2019[18].
- "Médaille de l’innovation du CNRS", pour Ane Aanesland, 2019[10].